# Понте ла Пјана (Фрозиноне)
Понте ла Пјана је насеље у Италији у округу Фрозиноне, региону Лацио.
Према процени из 2011. у насељу је живело 24 становника. Насеље се налази на надморској висини од 146 м.